# Qutula Kan
Qutula Kan (pòstumament Qutula kakan) fou un sobirà mongol, fill de Qabul Kan, i besoncle de Genguis Kan. Va viure vers la meitat del segle xii.
El 1147 la cort dels Jin (jurchen) i els mongols van signar un tractat de pau en què els darrers van rebre, com una mena de tribut, un contingent de bous i de cabres i una certa quantitat de gra. Les fonts xineses donen el nom del cap mongol que va obtenir aquesta concessió: Ngao-lo Po-ki-lie, que segons M. Pelliot derivaria del nom mongol Oro bögila; Barthold va lligar aquest nom amb el de Qutula kakan, el quart fill de Qabul kan i personatge cèlebre a la tradició mongola.
Al temps de la redacció de la "Història secreta" (vers 1240) Qutula kakan ja era un heroi llegendari. El seu títol de kakan (emperador) li fou donat sens dubte de manera pòstuma. les seves característiques són extraordinàries. El seu germà Oqin Barkak i el seu cosí Ambalai, foren fets presoners pels tàtars i entregats als Jin, que els van executar en la forma en què s'executava als nòmades rebels. Qutula, en revenja, va assolar el territori Jin. Els annals xinesos esmenten efectivament que el 1161, després de les depredacions dels nòmades mongols, l'emperador Jin va ordenar una expedició de càstig; la tradició mongola parla d'un desastre patit pels mongols davant una coalició de Jin i tàtars, prop de Buir Nor, i és molt probable que per combatre els mongols, la cort Jin hagués demanat, la cooperació dels tàtars. És probable, doncs, que l'expedició hagués aconseguit el seu objectiu, ja que els fills de Qutula no consta que portessin cap títol reial, tot i que a la "Història secreta", per donar una continuïtat dinàstica, s'atribueix a Altan el títol de kakan.
Cal suposar que vers el 1161 el primer estat mongol fou destruït pels Jin i tàtars i que la derrota de Qutula va donar pas altre cop a la reaparició dels territoris entre gran nombre de tribus, clans i sub clans sense cap unitat.